# Renault R35
Renault R35 je bio francuski laki tenk u razdoblju između dva svjetska rata. Projektiran je 1933. godine, a 1936. je primljen u službu s ulogom lakog tenka i tenka za potporu pješaštvu. Ukupno je proizvedeno oko 2000 primjeraka.
Nasljednik neuspješnog modela AMC 34 je bio vrlo sličan AMC 35 sa snažnijim 4-cilindričnim motorom. Na osnovi AMC 35 nastao je Renault R35 kojem je u kupolu ugrađen top kalibra 47 mm s kratkom cijevi, iako je u neke kasnije inačice montiran top s dužom cijevi. Bio je najbrojniji tenk u francuskoj vojsci 1940. godine. Mnogo ih je izvezeno u Kraljevinu Jugoslaviju, Poljsku, Tursku i Rumunjsku.

### Zajednički poslužitelj
|  | Zajednički poslužitelj ima još gradiva o temi Renault R35 |